# 아주중학교
아주중학교(亞洲中學校)는 대한민국 서울특별시 송파구 잠실동에 있는 공립 중학교이다.

## 학교 연혁
- 1986년 12월 17일 : 아주중학교로 설립인가
- 1987년 3월 1일 : 초대 이종석 교장 취임
- 1987년 3월 3일 : 제1회 입학식
- 1987년 4월 24일 : 개교식
- 1990년 2월 14일 : 제1회 졸업식
- 1997년 8월 27일 : 강동교육청 발명교실 개관
- 2022년 9월 1일 : 제14대 원유미 교장 취임
- 2023년 1월 4일 : 제34회 졸업식 (218명, 졸업생 누계 14,504명)
- 2023년 3월 2일 : 제37회 입학식 (신입생 162명) (1,2,3학년 7-6-7 학급)

## 참고 자료
- 아주중학교 - 한국교육학술정보원 학교알리미